# Средняя Талача
Средняя Талача — село в Карымском районе Забайкальского края России. Входит в состав сельского поселения «Нарын-Талачинское».

## География
Село находится в северо-восточной части района, на берегах реки Талачи, на расстоянии примерно 45 километров (по прямой) к северо-востоку от посёлка городского типа Карымское. Абсолютная высота — 642 метра над уровнем моря. Площадь населенного пункта составляет 0,371 км².
Климат
Климат характеризуется как резко континентальный, сухой. Средняя температура самого холодного месяца (января) составляет −24 — −28°С, температура самого тёплого (июля) — 16 — 18°С. Среднегодовое количество атмосферных осадков не превышает 350—400 мм.
Часовой пояс
Село Средняя Талача находится в часовой зоне МСК+6. Смещение применяемого времени относительно UTC составляет +9:00.

## История
Населенный пункт был основан в 1677 году оседлыми тунгусами князя Гантимура. В 1822 году поселение вошло в состав Урульгинской инородной управы Урульгинской степной Думы.

## Население
| 1852 | 1989 | 2002 | 2010 | 2021 |
| ---- | ---- | ---- | ---- | ---- |
| 54   | ↗215 | ↘183 | ↘178 | ↘156 |

Половой состав
По данным Всероссийской переписи населения 2010 года в гендерной структуре населения мужчины составляли 48,3 %, женщины — соответственно 51,7 %.
Национальный состав
Согласно результатам переписи 2002 года, в национальной структуре населения русские составляли 93 % из 183 чел.

## Улицы
Уличная сеть села состоит из трёх улиц.